# معيار أكايكي للمعلومة
معيار أكايكي للمعلومة (بالإنجليزية: Akaike information criterion - AIC)‏ هو مقياس للجودة النسبية لنمذجة إحصائية ما، المطبقة على مجموعة بيانات ما، اقترحه الإحصائي الياباني هيروتسوغو أكايكي، سنة 1973. معيار أكايكي، مستلهم من نظرية المعلومات، و يساعد على اختيار النموذج الأمثل، وفق مبدأ التقتير الإحصائي، على غرار معيار المعلومة البايزي، أي أنه يرجح كفة النماذج التي تحقق أحسن توافق بين درجة تعقيد النموذج و قوته الوصفية. يقدم المعيار أيضا تقديرا نسبيا لكمية المعلومات الضائعة عند نمذجة المعلاج النظري المنتج للبيانات، قيد الدراسة.
لا يجب مقاربة المعيار كاختبار لفرضية عدم نجاعة النموذج المدروس، بل هو مجرد معيار نسبي للمقارنة النسبية بين النماذج، و ليست له أية دلالة بخصوص الجودة المطلقة لنموذج ما.

## تعريف
تعريف معيار أكايكي للمعلومة —  {\displaystyle {\mathit {AIC}}=2k-2\ln(L)} بحيث k هو مجموع وسائط النموذج و L قيمة دالة الإمكان القصوى الموافقة للنموذج
خلال تجريب العديد من النماذج في إشكالية إحصائية ما، يمكن ترجيح النموذج ذي أقل قيمة لمعيار أكايكي. المعيار يستند إلى التوفيق بين تحسين جودة المطابقة و تخفيف تعقد النمذجة. و بذلك، هو لا يرجح كفة النماذج ذات الوسائط الكثيرة، و التي، بطبيعتها يمكن أن تنتج إفراط مطابقة (بالإنجليزية: Overfitting)‏ (لأن تكثير الوسائط في نموذج ما يحسن بالضرورة جودة المطابقة).
معيار أكايكي مبني على نظرية المعلومات، وهو أيضا تقدير لكمية المعلومات المحجوبة، عبر استعمال النموذج المختار. بافتراض أن البيانات مولدة من معلاج مجهول {\displaystyle f}، وباعتبار وجود نموذجين مرشحين لوصف {\displaystyle f}، هما {\displaystyle g_{1}} و {\displaystyle g_{2}}.
إذا كان {\displaystyle f} معروفا فإن:
- كمية المعلومات الضائعة باستعمال {\displaystyle g_{1}} لتمثيل {\displaystyle f} تستنتج بحساب تباعد كولباك لايبلر {\displaystyle D_{\mathrm {KL} }(f\|g_{1})}
- و بنفس الطريقة، تكون كمية المعلومات الضائعة باستعمال {\displaystyle g_{2}} لتمثيل {\displaystyle f} هي {\displaystyle D_{\mathrm {KL} }(f\|g_{2})}

أحسن نموذج يستنتج مباشرة باختيار ذي أقل قيمة تباعد.
برهن أكايكي في 1973، بأن معيار أكايكي يمكن من تقدير كمية المعلومة المحجوبة، عبر {\displaystyle g_{1}} و {\displaystyle g_{2}} حتى و إن كان {\displaystyle f} مجهولا.